# Greca (indumento ecclesiastico)

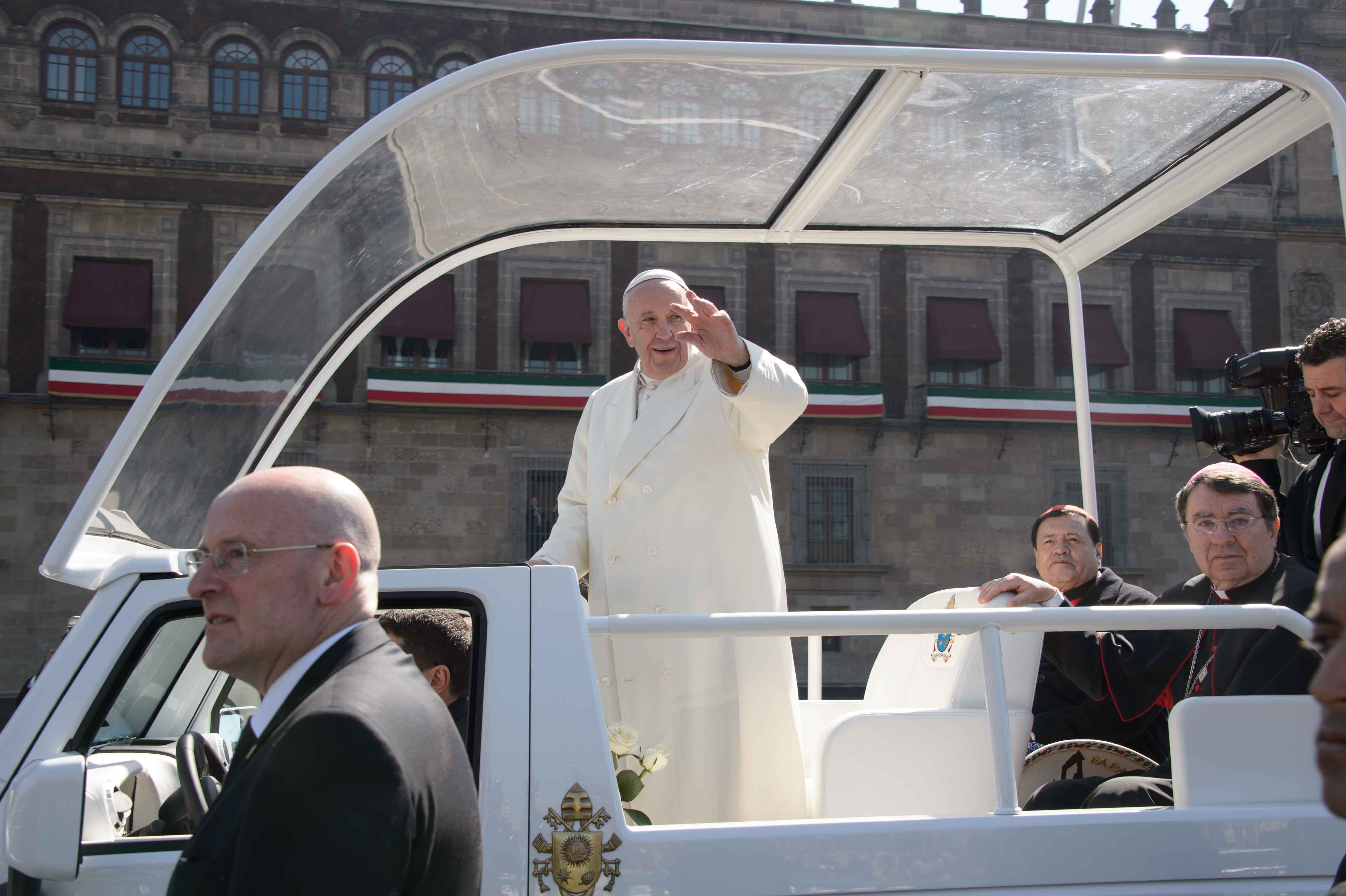
Papa Francesco indossa la greca il 13 febbraio 2016 durante il suo viaggio apostolico in Messico

La greca è un soprabito utilizzato dal clero della Chiesa cattolica. 

## Storia
Fino al 1812 la greca, chiamata anche douillette, era un indumento civile che fu poi adattato per il clero cattolico e da allora ha subito pochi cambiamenti stilistici. Questo soprabito ecclesiastico venne chiamato "greca" dalla parola italiana "greco", poiché ricordava il lungo soprabito nero indossato dai sacerdoti orientali.

## Caratteristiche

Abito piano papale con greca

La greca è un cappotto doppiopetto di lana, cashmere o altro tessuto più o meno pesante, che ricopre interamente l'abito talare. Il colore varia a seconda del grado: nero per i presbiteri, i vescovi e i cardinali, bianco per il papa. La greca nera può avere il colletto liscio o di velluto.

## Utilizzo
La greca viene utilizzata dai vari prelati sopra l'abito ordinario per proteggersi dal freddo. Non si usa durante le celebrazioni liturgiche.

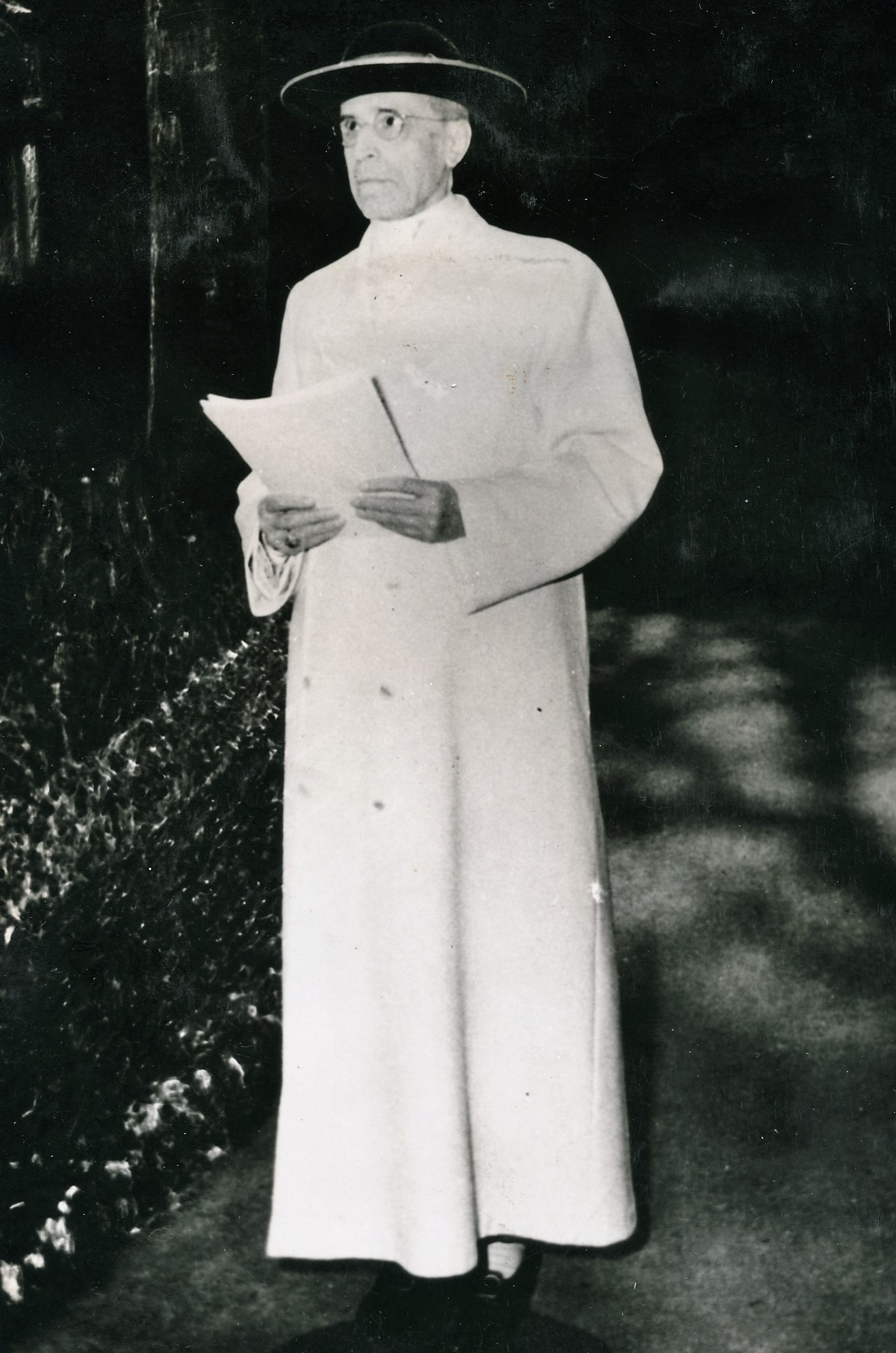
Papa Pio XII indossa la greca e il saturno (aprile 1954)
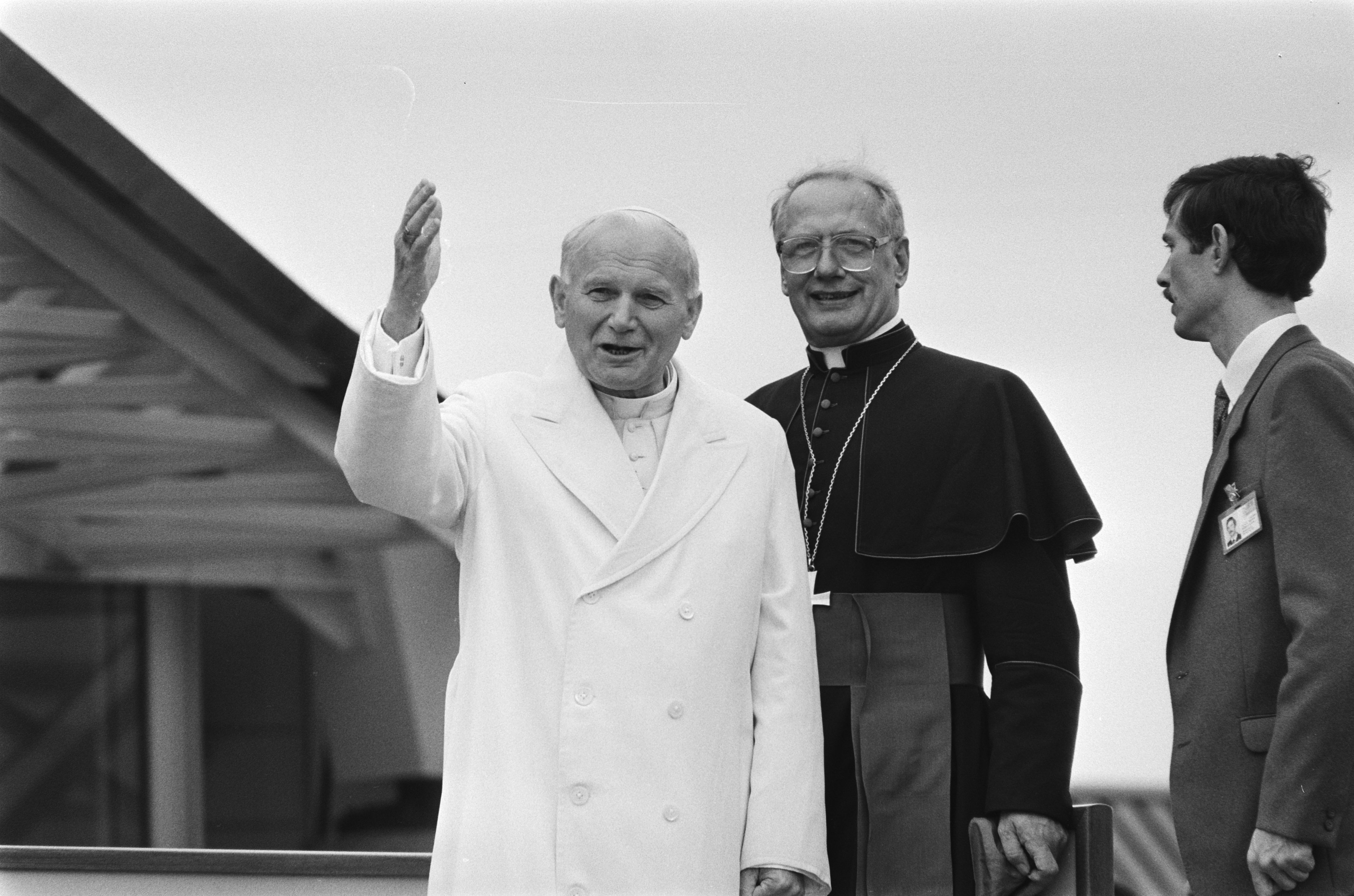
Papa Giovanni Paolo II indossa la greca l'11 maggio 1985 in occasione del suo viaggio apostolico nei Paesi Bassi
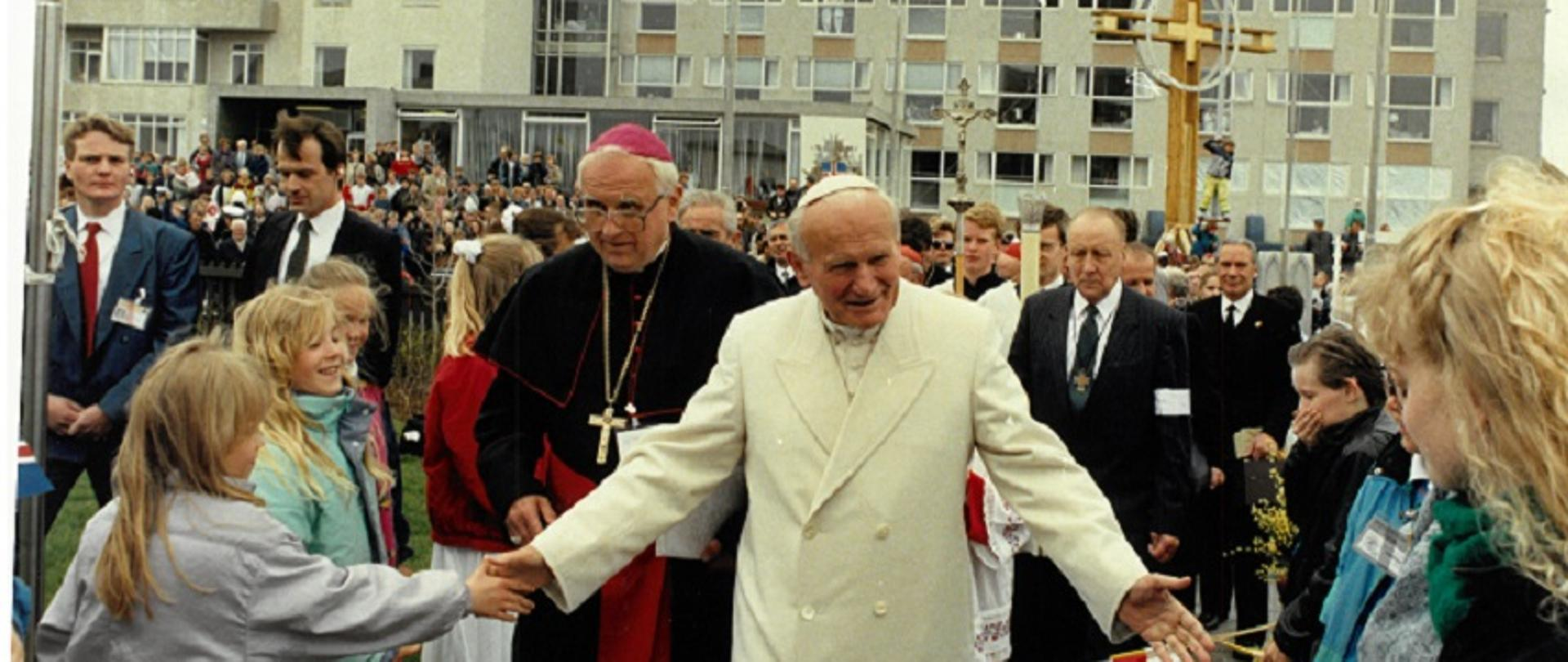
Papa Giovanni Paolo II indossa la greca il 4 giugno 1989 a Reykjavík in occasione del suo viaggio apostolico in Norvegia, Islanda, Finlandia, Danimarca e Svezia
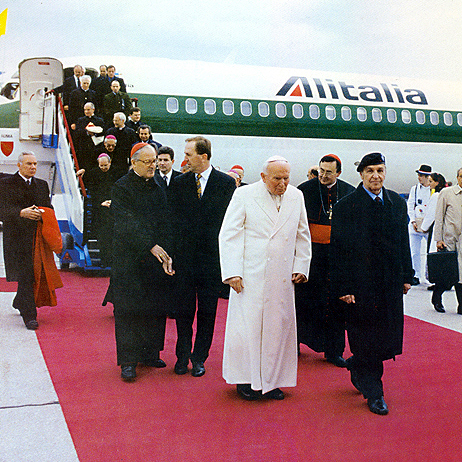
Papa Giovanni Paolo II indossa la greca il 12 aprile 1997 appena atterrato a Sarajevo in occasione del suo viaggio apostolico in Bosnia-Erzegovina
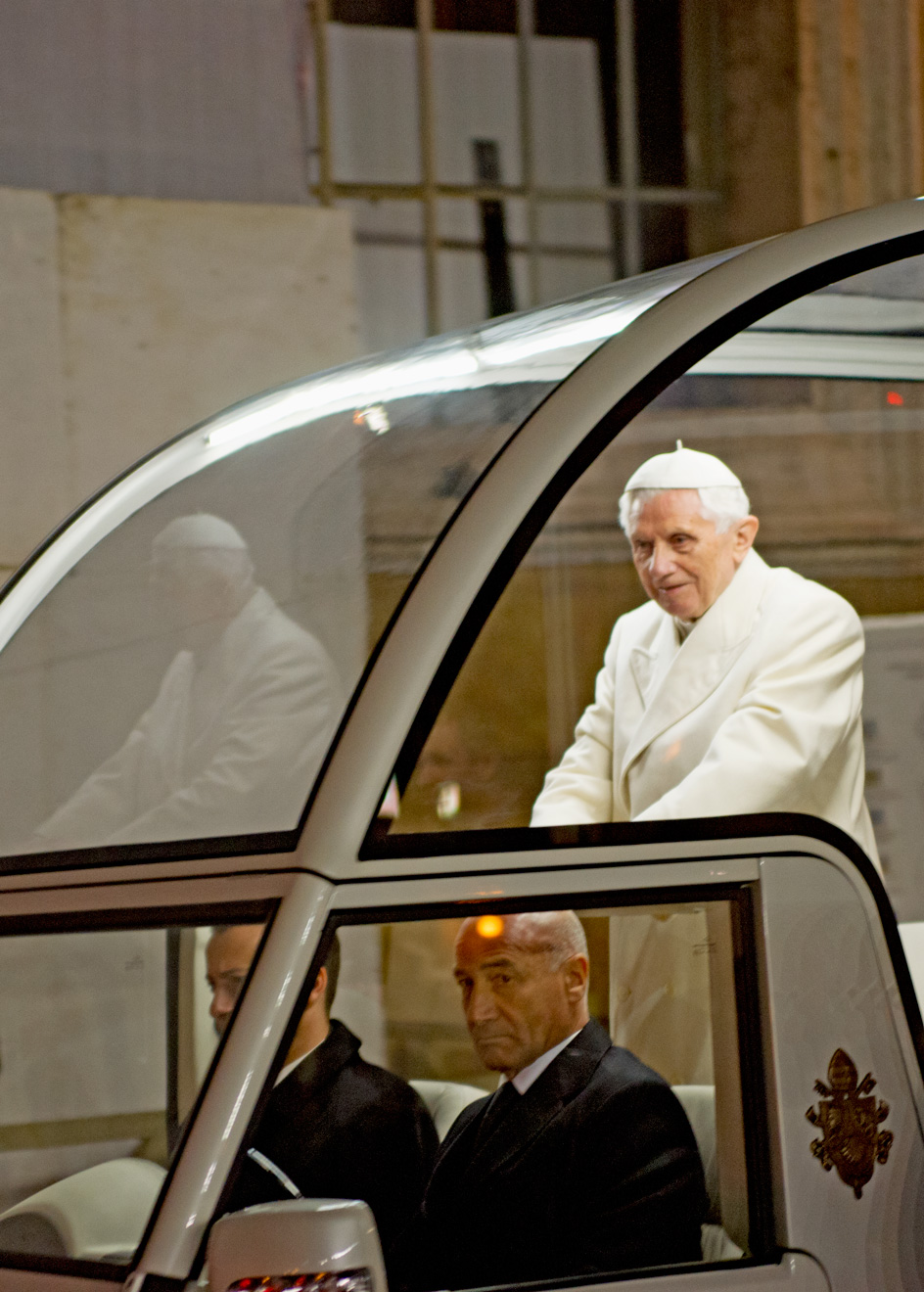
Papa Benedetto XVI, sulla papamobile, indossa la greca il 31 dicembre 2011
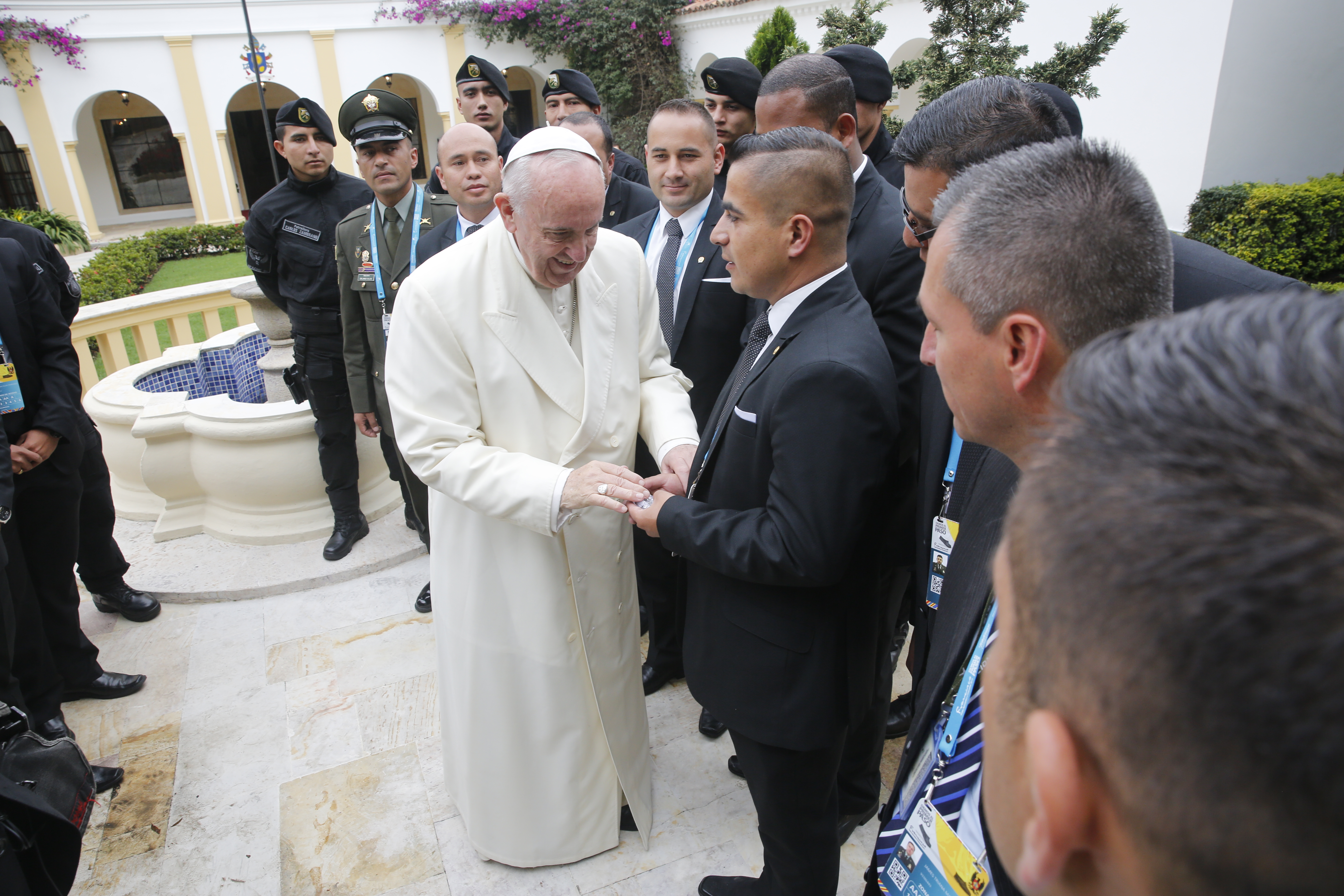
Papa Francesco indossa la greca il 9 settembre 2017 durante il suo viaggio apostolico in Colombia. In particolare, nella foto, il pontefice saluta un membro del personale della Polizia di Stato della Colombia
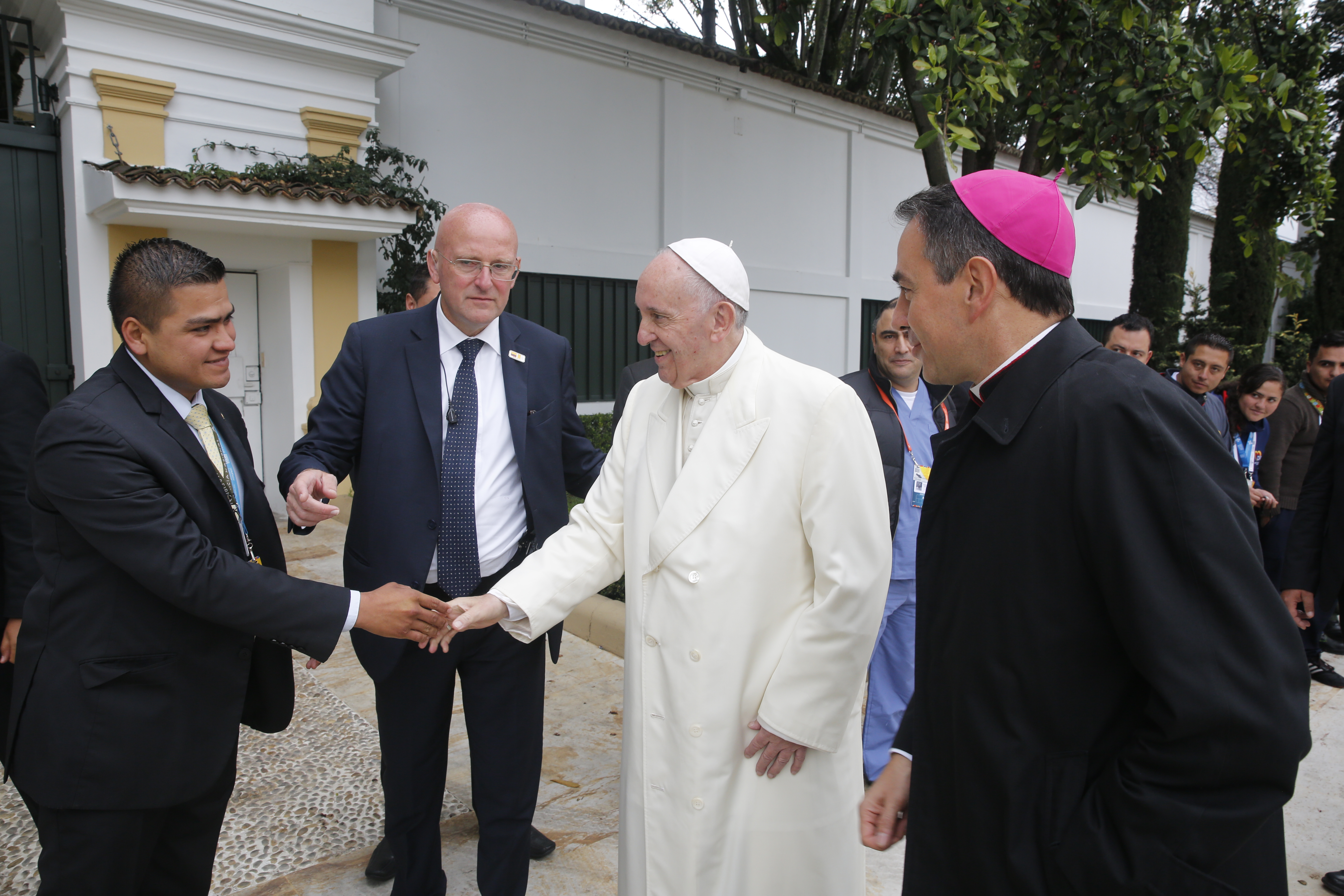
Papa Francesco, indossante la greca, saluta un membro del personale della Polizia di Stato della Colombia. Si noti il vescovo che indossa anch'egli la greca di colore nero
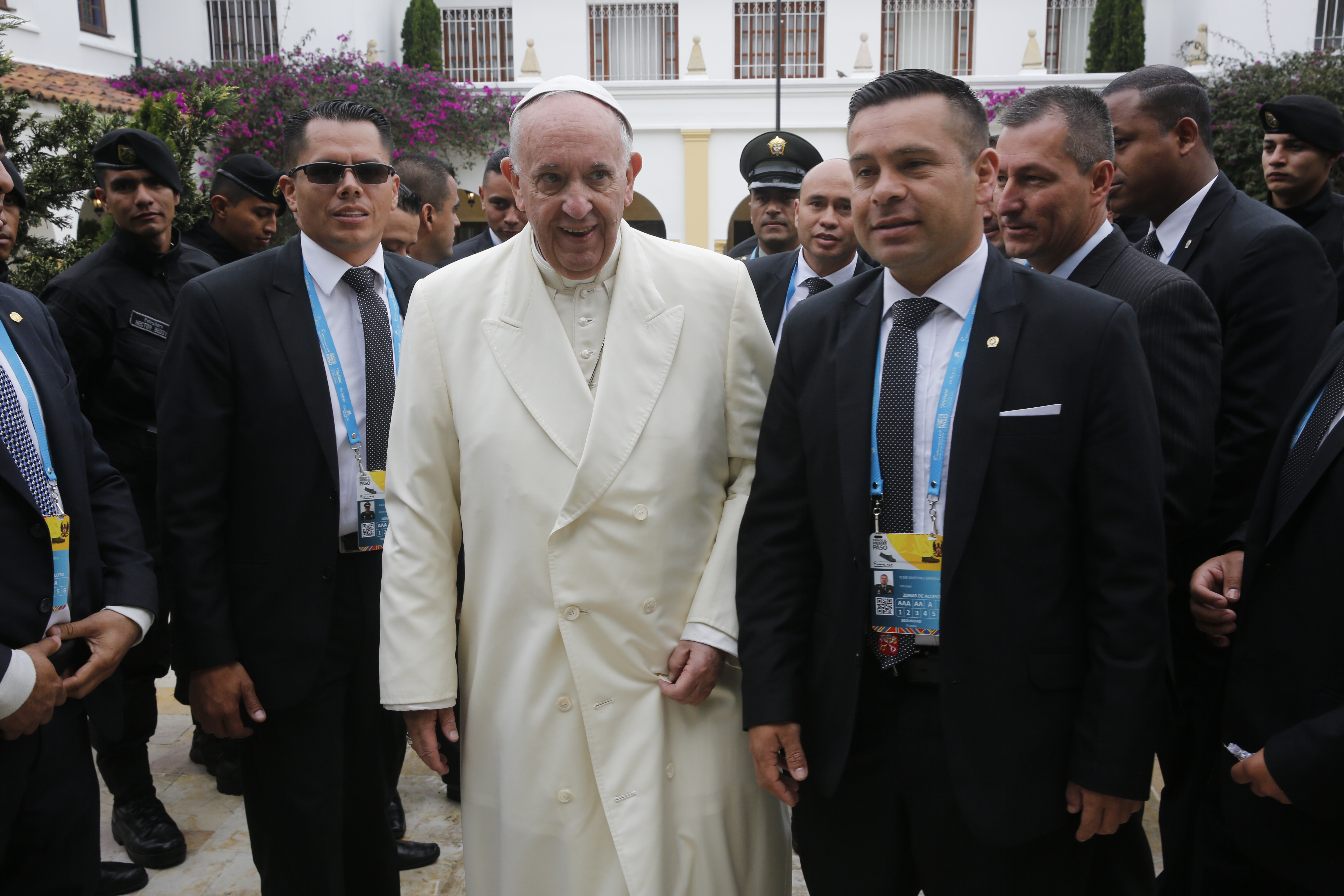
Papa Francesco, indossante la greca, si congeda dal personale della Polizia di Stato della Colombia
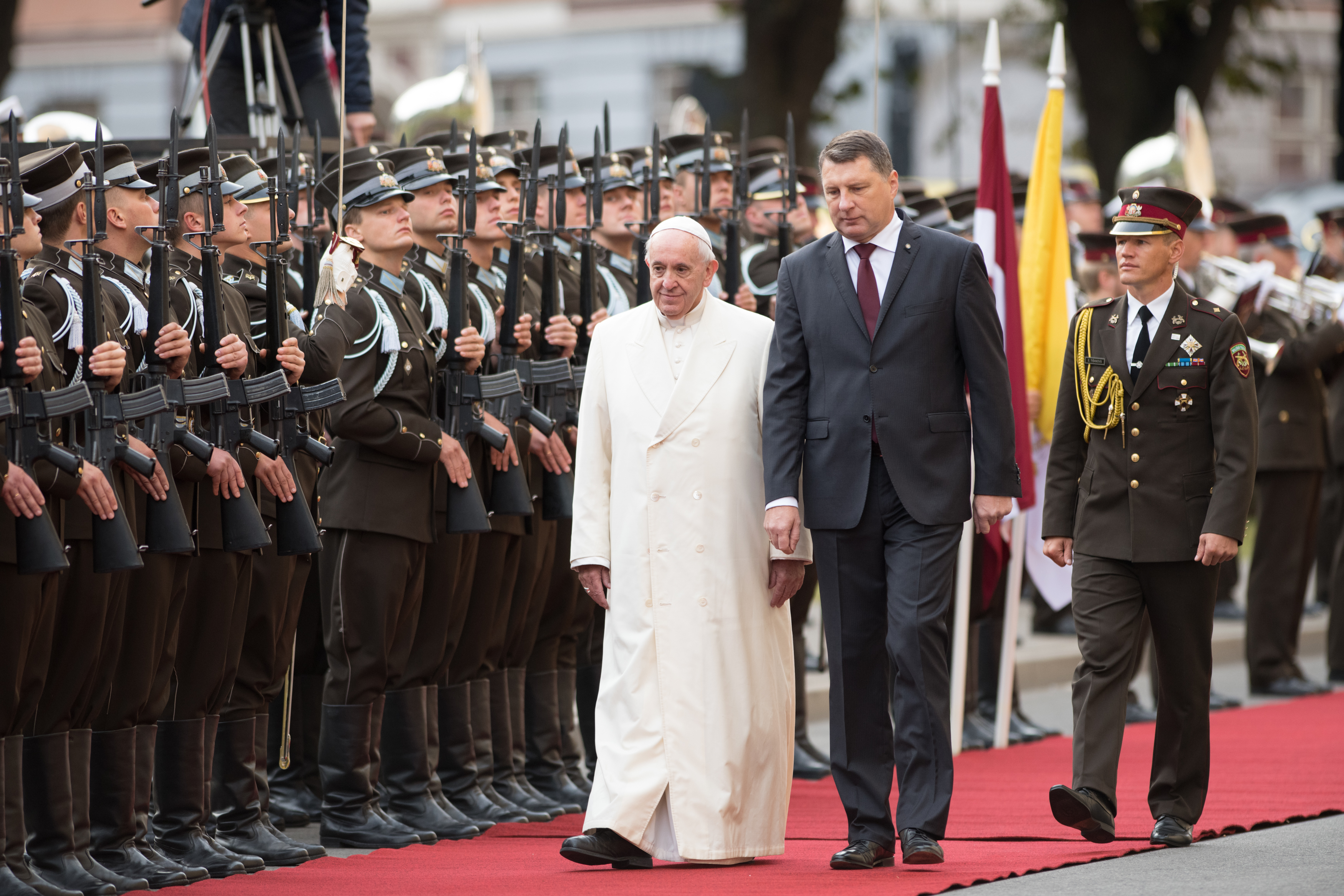
Papa Francesco, indossante la greca, viene accolto il 24 settembre 2018 a Riga dal presidente della Repubblica lettone Raimonds Vējonis, durante il suo viaggio apostolico in Lituania, Lettonia ed Estonia
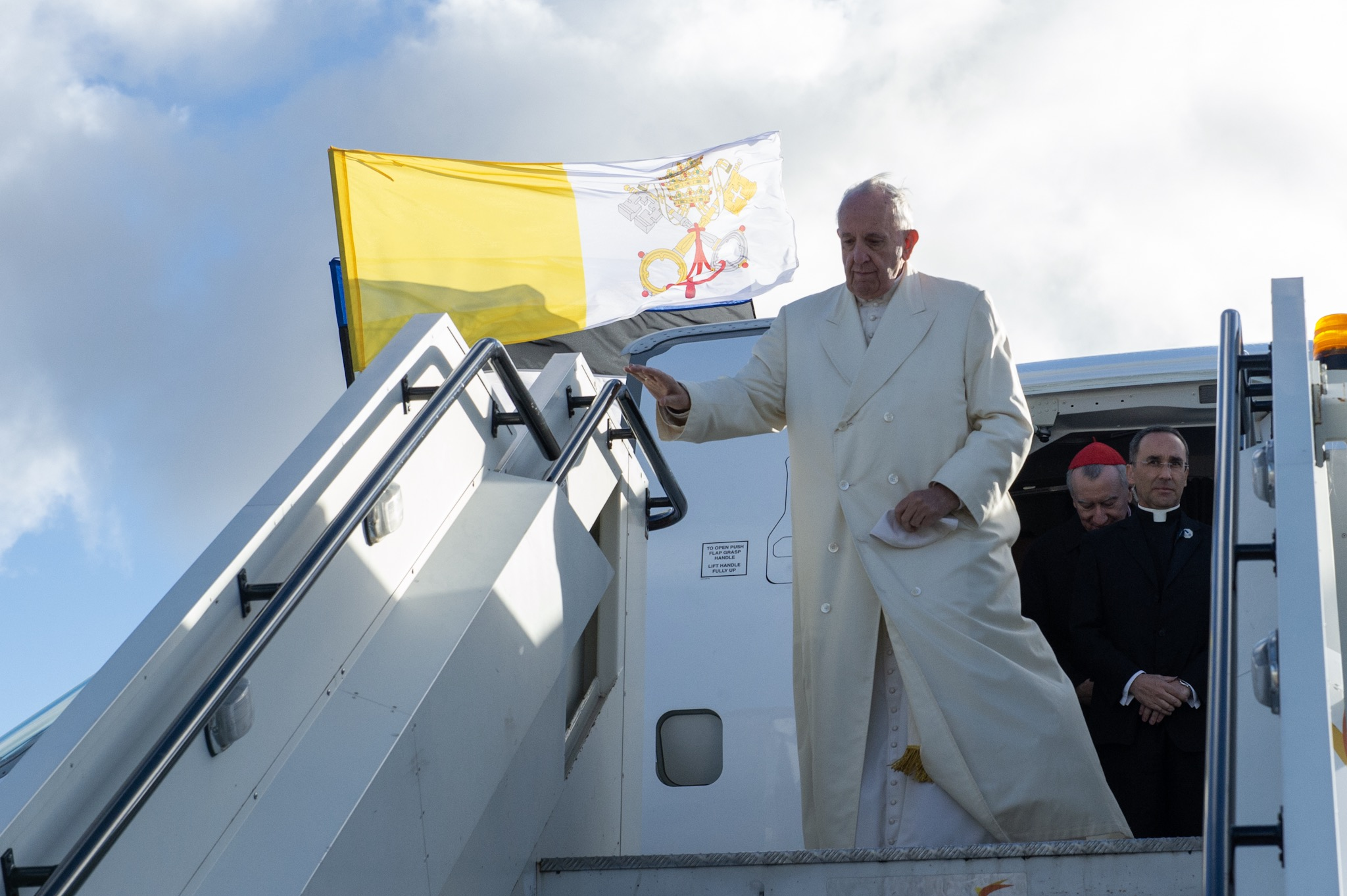
Papa Francesco indossa la greca appena atterrato a Tallinn il 25 settembre 2018
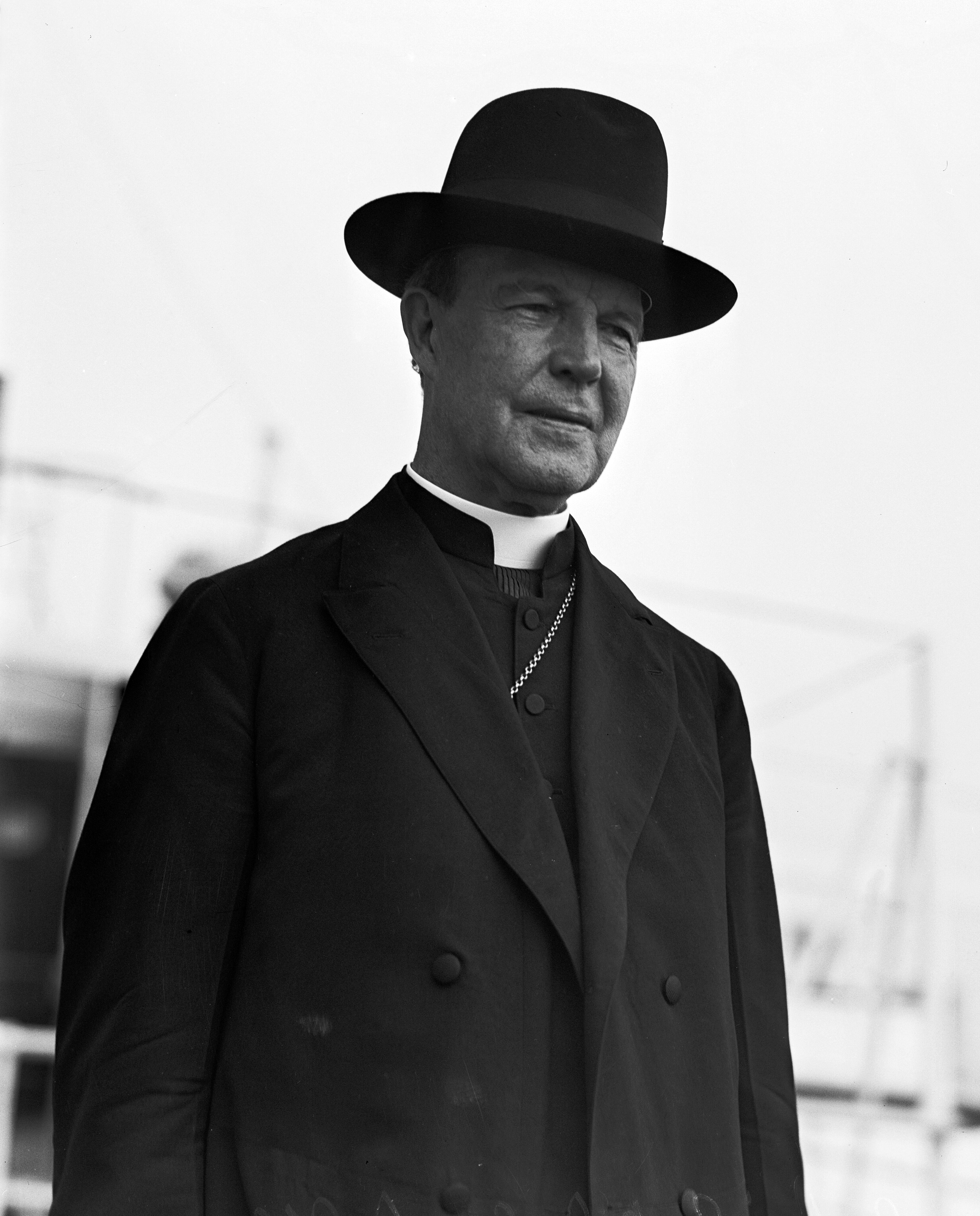
John Joseph Glennon, arcivescovo di Saint Louis, indossa la greca durante una visita a Los Angeles